# 27 Vulpeculae
27 Vulpeculae, som är stjärnans Flamsteed-beteckning, är en ensam stjärna belägen i den mellersta delen av stjärnbilden Räven. Den har en skenbar magnitud på ca 5,59 och är svagt synlig för blotta ögat där ljusföroreningar ej förekommer. Baserat på parallaxmätning inom Hipparcosuppdraget på ca 10,3 mas, beräknas den befinna sig på ett avstånd på ca 318 ljusår (ca 97 parsek) från solen. Den rör sig närmare solen med en heliocentrisk radialhastighet av ca -22 km/s och förväntas passera perihelium på 119 ljusårs avstånd från solen om ca 3,75 miljoner år. 

## Egenskaper
27 Vulpeculae är en blå till vit jättestjärna i huvudserien av spektralklass B9 V, som har en mycket snabb rotation med en projicerad rotationshastighet på 335 km/s. Den har en massa som är ca 2,8 solmassor, en radie som är ca 3 solradier och utsänder ca 75 gånger mera energi än solen från dess fotosfär vid en effektiv temperatur på ca 10 800 K.